# Przemków
Przemków (łac. Primislaw, niem. Primkenau) – miasto w województwie dolnośląskim, w powiecie polkowickim, siedziba gminy miejsko-wiejskiej Przemków. Położone jest na północnym krańcu Borów Dolnośląskich, przy drodze krajowej nr 12.
Według danych GUS z 1 stycznia 2023 r. miasto liczyło 5608 mieszkańców (531. miejsce w kraju). Powierzchnia wynosiła 6,17 km² (702. miejsce w kraju), natomiast gęstość zaludnienia 908,9 osób/1 km² (25. miejsce w województwie).
W 1954 r. utworzono gromadę Przemków, ale zanim zaczęła funkcjonować, przekształcono ją w osiedle, któremu 1 stycznia 1959 nadano status miasta. W latach 1954–1972 Przemków był siedzibą władz gromady Przemków, do której nie należał. 1 stycznia 1973, uchwałą Wojewódzkiej Rady Narodowej w Zielonej Górze, utworzono na nowo gminę Przemków. W latach 1975–1998 miasto administracyjnie należało do woj. legnickiego.
W miejscowości działało Państwowe Gospodarstwo Rybackie „Przemków”.

## Nazwa
Heinrich Adamy zalicza nazwę miejscowości do grupy nazw patronimicznych, która pochodzi od imienia Przemko, derywatu staropolskiego imienia męskiego Przemysław. Imię to należało do pierwszego założyciela lub właściciela miejscowości. W swoim wykazie nazw miejscowości na Śląsku, wydanym w 1888 r. we Wrocławiu, wymienia jako najstarszą zanotowaną łacińską nazwę miejscowości Primislaw, podając jej znaczenie Dorf des Primislaw (Primko) (pol. wieś Przemysława (Przemka)).
Nazwa miasta pochodzi od imienia założyciela, księcia głogowsko-żagańskiego Przemka ścinawskiego, który założył je w roku 1280 o czym wspomina szwajcarski kartograf i geograf Mateusz Merian w swoim dziele Topographia, wydanym w roku 1650, podając dwie formy nazwy miejscowości: Primmikau oraz Primnickau.
W 1475 roku w łacińskich Statuta synodalia episcoporum Wratislaviensium miejscowość wymieniona jest w formie Primkenaw. W roku 1613 śląski regionalista i historyk Mikołaj Henel z Prudnika wymienił miejscowość w swoim dziele o geografii Śląska pt. Silesiographia podając jej łacińskie nazwy: Primislavia, Primkenavia.
Tuż po wojnie miejscowość krótko nosiła nazwę Prymka.

## Geografia
Przemków jest położony w obrębie makroregionu Niziny Śląskiej, na terenie Równiny Szprotawskiej, na południowy zachód od Wzgórz Dalkowskich, w odległości ok. 25 km na zachód od stolicy powiatu, Polkowic i 30 km na południowy zachód od Głogowa. Miasto w całości znajduje się na terenie Przemkowskiego Parku Krajobrazowego. Na północ od Przemkowa, przez teren rezerwatu ornitologicznego Stawy Przemkowskie, przepływa rzeka Szprotawa, prawy dopływ Bobru.
Gleby okolic Przemkowa stanowią głównie gleby pseudobielicowe i brunatne, porośnięte lasami iglastymi, gliny morenowe, wykorzystywane w przeszłości do wytwarzania naczyń ceramicznych oraz gleby torfowe. Większość tych gleb klasyfikowana jest do III i IV klasy bonitacyjnej.
Miasto leży w strefie klimatu przejściowego pod średnim wpływem klimatu oceanicznego. Średnia temperatura stycznia wynosi –1,3 °C, a lipca +18 °C. Zima trwa 60 dni, a lato 100 dni. Średnie roczne opady wynoszą 550 mm, najwięcej opadów notuje się w lipcu (95 mm), a najmniej w lutym (28 mm). Na terenie miasta przeważają wiatry zachodnie i północno-zachodnie.
Największy wpływ na kształtowanie się krajobrazu miasta miał lodowiec północny, który na warstwy stworzone przez poprzednie lodowce naniósł warstwę gliny, piasku i żwiru, pogłębioną później przez spływające z niego wody.

## Środowisko przyrodnicze

Struktura użytkowania gleb w Przemkowie. Największa część wykresu kołowego to użytki rolne (47%)

Na terenie miasta znajduje się kilka zbiorników wodnych, największy ich kompleks położony jest pomiędzy ulicą Zieloną a wybudowanym w 1912 roku przez księcia Ernsta Günthera kąpieliskiem miejskim. W stawach tych można spotkać wiele gatunków ryb, na przykład karpie, okonie i szczupaki.
Największy kompleks leśny to park miejski, niegdyś park zamkowy przy zamku księcia Ernsta Günthera, obecnie miejsce różnorakich imprez artystycznych. Park ten powstał za czasów księcia Christiana Augusta, a na jego terenie, w zwierzyńcu książęcym (Herzoglicher Wildgarten) przeprowadzano wiele polowań. Jedną z najsławniejszych osób, które w takich polowaniach uczestniczyły, był cesarz Niemiec Wilhelm II Hohenzollern.
Około 80% lasów to drzewostany sosnowe, spotyka się wiele świerków, buków, dębów i brzóz. W okolicach Przemkowa, na terenie wsi Piotrowice znajduje się rezerwat Buczyna Piotrowicka. Runo leśne stanowią w większości paprocie, mchy i borówki, okoliczne lasy obfitują także w grzyby, wśród nich podgrzybki, pieprzniki jadalne i borowiki szlachetne. W lasach bagiennych występuje sporo roślin chronionych prawnie, jak chociażby konwalie, zawilce i rosiczki okrągłolistne.
Wokół Przemkowa znajdują się torfowisk, z których torf wykorzystywany był przez miejscowych rolników jako naturalny nawóz. Torf ten służył także jako opał, lecz jego zła jakość i niska kaloryczność spowodowały rezygnację ludności z tego sposobu ogrzewania mieszkań.

## Historia

### Początki osadnictwa
O terenach okolic Przemkowa wspominał w roku 1158 podczas swojej wyprawy wojennej przeciw Polsce Fryderyk I Barbarossa.
Miasto zostało założone na prawie niemieckim, najprawdopodobniej w 1280 roku, przez księcia głogowsko-żagańskiego Przemka. Nie zachował się dokument lokacyjny Przemkowa, ale historycy niemieccy podają, iż był on wystawiony 8 lipca 1280. W 1282 miasto trafiło w ręce Konrada II Garbatego, który zamienił się z Przemkiem dzielnicami, otrzymanymi po podziale księstwa głogowskiego z 1278 roku. Przemków miał korzystne położenie – znajdował się na szlaku handlowym z Żagania do Głogowa, lecz mimo tego nie otrzymał prawa składu, co przeszkodziło nieco w jego rozwoju.
Po raz pierwszy istnienie miasta odnotowano w księdze uposażeń biskupstwa wrocławskiego (Liber Fundationis Episcopatus Vratislaviensis), sporządzonej na polecenie biskupa Henryka z Wierzbnej w 1305, nazwę zapisano civitas Prymenaw. Pierwszymi budynkami w nowo wybudowanym mieście był rynek z ratuszem oraz kościół parafialny wraz z cmentarzem. Najstarszym dokumentem, który wspomina o kościele parafialnym w Przemkowie, jest kronika kościelna, przechowywana na plebanii. Informuje ona o tym, że zbudowany Dom Boży został uroczyście poświęcony w roku 1292 na cześć Najświętszej Maryi Panny. Następne informacje o kościele pojawiły się 14 stycznia 1376, wymieniony jest on w dokumentach pod nazwą ecclesia de Prymkenow. Kolejna wzmianka o kościele przemkowskim pochodzi z 29 kwietnia 1418, znajduje się ona w liście odpustowym papieża Marcina V, sporządzonym na soborze w Konstancji.
W 1329 roku Przemków stał się, razem z większością księstwa głogowskiego, lennem króla Czech Jana I Luksemburskiego. W 1348 miasto wraz z całym Śląskiem zostało włączone do Czech dzięki zrzeczeniu się do niego praw przez Kazimierza III Wielkiego. W 1376 roku Przemków dostał się we władanie lenne Hansa de Molle. W 1387 rzeźnicy, tkacze, szewcy i piekarze otrzymali od księcia Henryka VIII Wróbla prawo mili zapowiedniej, umożliwiające tylko im produkcję i handel swoimi wyrobami na terenie miasta i w obrębie jednej mili od jego murów. W tym samym dokumencie książę Henryk nadał przemkowskim browarnikom prawo do wyszynku piwa.

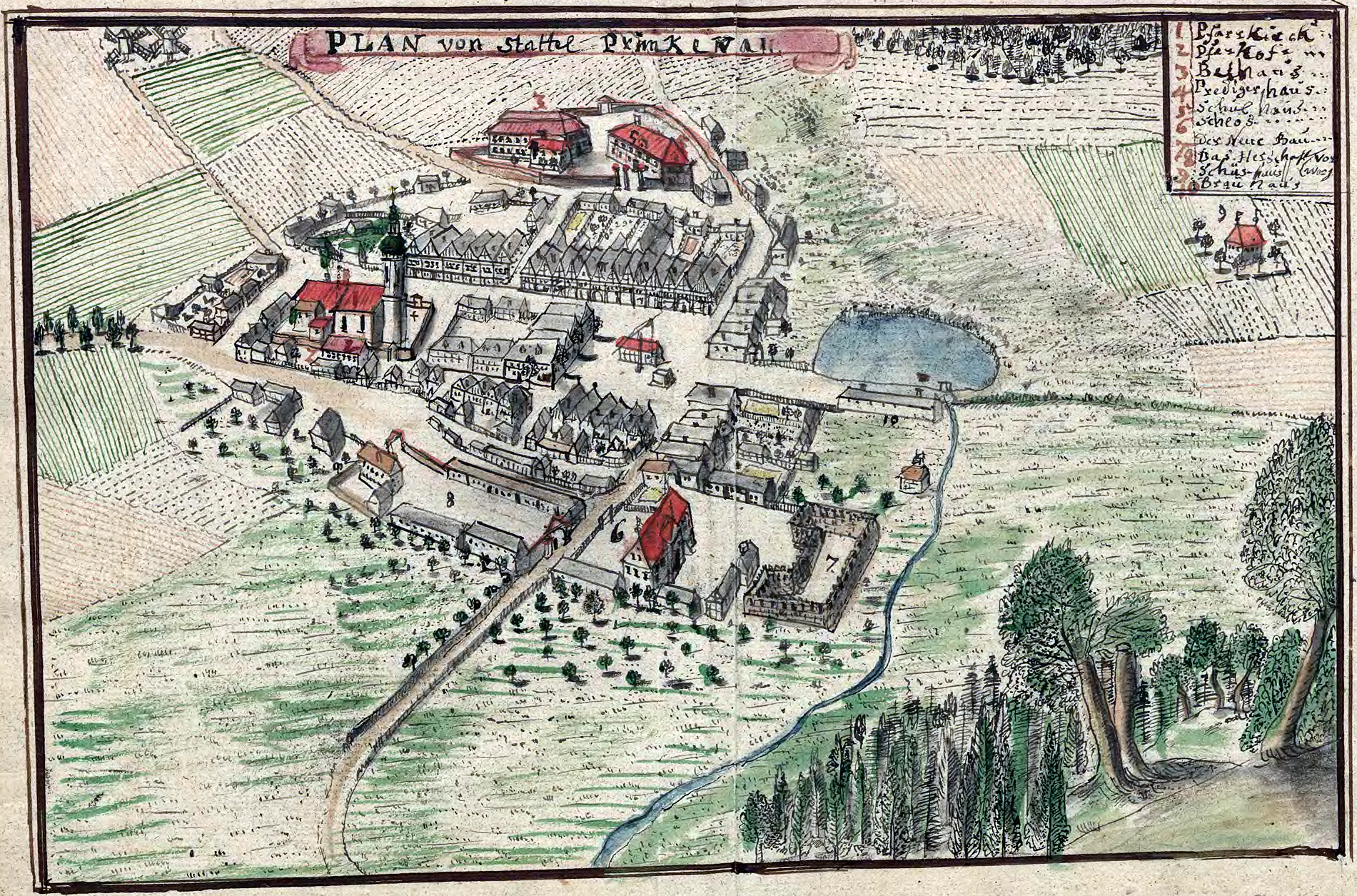
Przemków (rys. F.B Werner. Topografia oder Prodromus Delineati Silesiae Ducatus), 1750 r.

W 1397 potwierdzono istnienie zamku, miasto nie posiadało fortyfikacji, wiodły do niego trzy bramy tj. Szprotawska, Głogowska, Łazienna. W tym samym roku miasto po raz kolejny zmieniło swojego właściciela – po śmierci Henryka VIII Wróbla opiekun jego synów, książę legnicki Ruprecht odsprzedał posiadłości przemkowskie rodzinie von Rechenberg, która władała miastem aż do roku 1631, kiedy to zmarł bezpotomnie Hans Wolfgang von Rechenberg. W mieście działał okręg sądowy, który z końcem XV wieku przeniesiono do Szprotawy. W 1561 miasto otrzymało przywilej odbywania dwóch jarmarków rocznie, w tym czasie było znane z warzenia piwa, wypieku pierników, tkactwa sukna i garncarstwa. W 1631 miasto stało się własnością Leona Cropello di Medices, w 1642 miasto spalili Szwedzi. W 1652 zmarł właściciel i Przemków przejęli spadkobiercy, którzy w 1667 sprzedali go von Proskowskim (von Proskau). W 1681 miasto strawił pożar, ostały się wówczas cztery domy. Od XVII wieku na terenie obecnego osiedla Młynów działała huta żelaza, zakończyła pracę przed 1807. W 1753 miasto nabyli von Reussowie, a od 1791 stanowiło własność rodziny von Bibrana. W 1794 rozpoczęła pracę huta żelaza na terenie obecnego osiedla Duża Huta.

### Rodzina von Schleswig-Holstein

#### XIX wiek

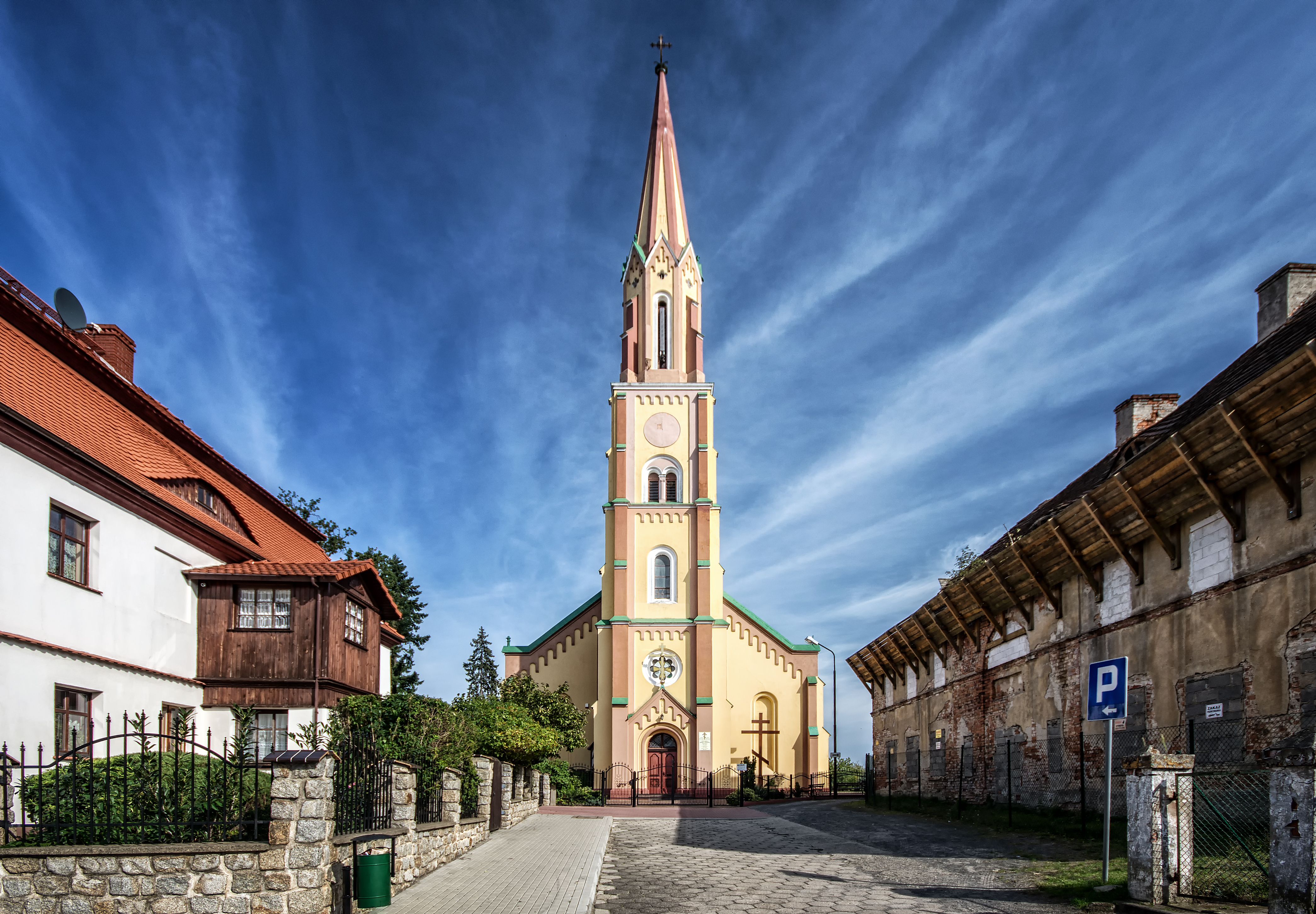
Cerkiew prawosławna pw. św. Michała Archanioła (dawny kościół ewangelicki) z XVIII w., XIX w.

1 października 1853 miasto zostało wykupione z rąk Hansa Benedicta von Blocka-Bibrana za cenę 900 tys. talarów przez księcia Christiana Augusta ze Szlezwika-Holsztynu-Sonderburga-Augustenburga (1798–1869). Nowy włodarz posiadłości przemkowskich musiał wybudować kolejny pałac, gdyż siedziba rodu von Bibran „była zaniedbana i nie nadająca się do zamieszkania”. Pałac książęcy, tzw. Prinzliches Palais, urządzony „w stylu normandzkim”, był prawdopodobnie gotowy w roku 1856, gdy wprowadzili się do niego syn Christiana,  książę Friedrich VIII. von Schleswig-Holstein i jego małżonka Adelheida zu Hohenlohe-Langenburg (1835–1900). Datę 1856 wskazuje także wykonana w tym czasie litografia A. Duncknera, opublikowana w 60. Od 1857 roku w mieście ukazywał się „Tygodnik Przemkowski” („Primkenauer Wochenblatt”), drukowany w mieście od 1895, wcześniej dowożony z drukarni w Głogowie.
Za panowania Christiana Augusta utworzono także w okolicy miasta trzy folwarki, w 1859 Amalienthal, w 1861 Adelaidenau i w latach 1861–1867 najbliższy miastu Louisenhof, w których hodowano bydło mleczne i mięsne oraz konie. Książę Christian August przeobraził także otaczający pałac las w park, tworząc aleje kasztanowców, budując nowe alejki, dróżki i ścieżki, z których prawie wszystkie pozostały w niezmienionym stanie do dziś. W 1858 z polecenia księcia wytyczono na nowo drogę do Łężc, w tym samym roku wybudowano polder we wsi Karpie. Dzięki niemu przebudowano okoliczną sieć stawów, grobli i rowów, znajdujących się obecnie na terenie rezerwatu Stawy Przemkowskie. Do 1862 osuszono 1500 morgów ziemi na Bagnach Przemkowskich, przeobrażając je w pola uprawne. Książę Christian August umarł ma wiosnę 1869 roku, misji dokończenia dzieł swojego ojca podjął się książę Friedrich ze Szlezwika-Holsztynu.
W 1870 założył on w miejscu starej huty nową o nazwie Henriettenhütte, w tym samym czasie zaczęły prawdopodobnie powstawać domy bliźniacze, w których zamieszkiwali hutnicy. Rok później wybudowano także nową wieżę kościoła katolickiego, 4 października odbyła się uroczystość oficjalnego zakończenia budowy, podczas której wmurowano w wieżę pamiątkową tablicę z wyrytą datą zakończenia prac budowlanych. W 1872 w okolicach dzisiejszej ulicy Krochmalnej i Stawowej wzniesiona została wytwórnia krochmalu. W międzyczasie na terenie miasta powstawały nowe budynki i ulice: przedłużona została dzisiejsza ul. Głogowska, powstały ul. Garncarska, Górska i ul. Kościuszki. Większość domów usytuowanych przy tych ulicach była murowana, jednokondygnacyjna, z dwuspadowymi dachami, jedyne dwukondygnacyjne budynki zostały wybudowane przy obecnej ulicy Głogowskiej i ul. Górskiej. W 1877 i 1878 przemkowskie lasy nawiedziły kolejno: pożar w okolicy Biernatowa, który spalił ok. 2600 mórg lasu i gąsienice, które zniszczyły ponad 2000 mórg lasu sosnowego. Cztery lata później 5000 mórg lasu zniszczyła strzygonia choinówka.
W tym samym czasie na terenie przemkowskich lasów odbywały się co pewien czas polowania na okoliczną zwierzynę. Podczas jednego z tych polowań przyszły cesarz Niemiec Wilhelm II Hohenzollern poznał księżną Augustę Wiktorię, której oświadczył się przy ławce w parku książęcym. Ich ślub odbył się 27 lutego 1881. Książę Friedrich nie doczekał jednak tego wydarzenia: zmarł w styczniu 1880 w Wiesbaden, gdzie leczył się na chorobę serca. Po jego śmierci posiadłościami przemkowskimi, aż do momentu osiągnięcia pełnoletniości przez księcia Ernsta Günthera, zarządzał jego brat, książę Christian ze Szlezwika-Holsztynu.
Wnuk księcia Christiana Augusta, Ernst Günther ze Szlezwika-Holsztynu, na przejęcie władzy nad terenami Przemkowa musiał czekać do roku 1888, gdyż dopiero wtedy osiągnął pełnoletniość. W pierwszym roku jego działalności otworzono szkołę w tzw. Hohenofen (dzisiejsza Huta) oraz wybudowano pomnik ku czci mieszkańców miasta poległych w wojnie francusko – pruskiej. Początkowe lata jako Herzog spędził on głównie na polowaniach, gdyż w tym czasie studiował, podróżował i odbywał służbę wojenną. W 1898 wziął ślub z Dorotą z Saksonii-Coburga-Gothy i osiedlił się w mieście. Książę Ernst Günther swoją uwagę skierował szczególnie na gospodarkę leśną: zakładał szkółki leśne i tartaki, które dostarczały przemkowskie drewno aż do Wałbrzycha. Zasiedlił także stawy rybne karpiami i linami, zbudował nowe stawy pomiędzy folwarkiem Louisenhof a Hohenofen (dzisiejsza Huta) oraz stawy rybne, znajdujące się dziś na terenie rezerwatu Stawy Przemkowskie i w okolicy Młynowa.
Na terenie dzisiejszego Wilkocina książę utworzył gospodarstwo sadownicze, będące wówczas jednym z większych na Śląsku oraz zakupił majątki w okolicznych wsiach, pozyskując Szklarki, Amalienthal i Neidhardt, przebudowano wtedy także drogę do Chocianowa. W 1890 roku zburzono stary neogotycki zamek, na którego miejsce miał powstać nowy, budowany w latach 1896–1897. W tym samym roku wybudowano budynek poczty, znajdujący się przy ul. Głogowskiej. W 1891 dzięki uprzejmości księcia wybudowano linię kolejową na trasie Niegosławice – Rokitki: 21-letni włodarz dofinansował to przedsięwzięcie i dobrowolnie, bez żadnych opłat, oddał tereny pod przebieg linii. Rok później przy dzisiejszym pl. Targowym (wówczas Viehmarkt) wybudowano szkołę (Louisenschule), przedszkole i salę widowiskową, mieszczącą się w budynku obecnego kina Gwardia. W 1896 założona została huta Friedrich-Christianhütte, w wyniku czego zaczęła się rozrastać dzielnica Hohenofen, zabudowane zostały w pełni ul. Szkolna i ul. Rybna.

#### Początki XX wieku
Od 1902 roku na terenie Przemkowa zaczęto remontować ulice, zmieniając ich dotychczasową nawierzchnię, kamienie polne, na kostkę, w tym samym czasie na chodnikach kładzione były płyty granitowe. Od 1903 do 1906 roku ulice miejskie otrzymywały oświetlenie elektryczne, a energia na potrzeby tego oświetlenia dostarczana była przez firmę Schulz Thun z Cottbus. 15 sierpnia 1904, po 100 latach od pożaru z roku 1804, lasy przemkowskie spotkała kolejna katastrofa. Pożar strawił ok. 20 000 mórg lasów, jego ofiarą padło wiele zwierząt, zginęła jedna osoba: 72-letni mieszkaniec Wysokiej. W ugaszeniu go brało udział ok. 2 000 żołnierzy, 800 hutników, ochotnicza straż pożarna oraz okoliczna ludność. Do pomocy miastu przyłączył się sam cesarz Wilhelm II. Całkowite koszty akcji gaśniczej wyniosły ok. 10 000 marek. W 1905 do miasta przyłączona została tzw. Schloßgemeinde, będąca do tej pory kolonią. W roku 1910 został założony cmentarz ewangelicki, obecnie znajdujący się przy ul. Kaczanowskiej. Wkrótce po założeniu na terenie cmentarza wybudowana została kaplica. W roku 1912, dzięki zezwoleniu księcia Ernsta Günthera, powstało kąpielisko miejskie z urządzeniami wodnymi i wypożyczalnią sprzętu, przebudowane następnie w latach 30. W tym samym roku wybudowano drogę z Huty do Rudzin.

#### I wojna światowa
31 lipca 1914 w mieście pojawiły się plakaty informujące o stanie wojny i zawiadamiające o stanie oblężenia. 4 sierpnia utworzono straż ochronną Przemkowa, złożoną z członków bractwa strzeleckiego i związku żołnierskiego. Strażnicy, uzbrojeni w broń naładowaną ostrą amunicją, patrolowali drogi wjazdowe do miasta, legitymując zbliżające się osoby. Następnego dnia, w ogólny dzień modlitwy w Prusach, w mieście odbyła się uroczysta msza święta. Miasto nie miało wielkiej styczności z wydarzeniami wojennymi: wojska niemieckie znajdowały się na terenie miasta jedynie w listopadzie 1915 i maju 1916.
W 1915 odbyła się konfiskata niezbędnych dla wojska tkanin i materiałów, które po 1916 można było kupić tylko na państwowe talony, w tym samym roku zorganizowano zbiórkę wełny. Miejscowe kobiety na kursach szycia wytworzyły 423 kołdry, 39 koszul, 76 par spodni i wiele innych wyrobów wełnianych. Zbierano także wyschnięte łodygi pokrzyw: miejscowej młodzieży udało się zebrać 4–5 cetnarów rośliny, z czego wytworzono 50–60 koszul. W tym samym roku przeprowadzono zbiórkę złomu, co przyniosło ok. 160 kilogramów tego materiału. Zgromadzono też ok. 870 kg miedzi i 1280 kg mosiądzu. Zrywano nawet miedziane dachy z domów, zastępując je blaszanymi. W 1917 swoje dzwony musiały oddać przemkowskie kościoły, w tym samym roku skonfiskowano monety z niklu, zastępując je żelaznymi. W 1915 roku zebrano też ok. 160 kg gumy, a rok później skonfiskowano gumę z opon rowerowych. W roku 1916 i 1918 zorganizowano zbiórki makulatury, zbierając kolejno ok. 5400 i 1100 kg surowca. W celu uzyskania oszczędności na świetle wytwarzanym przez świece uchwałą z 1 maja 1916 wprowadzono tzw. czas petersburski, obowiązujący na terenie miasta od 30 kwietnia do 30 września każdego roku.
Zdecydowano się także na reglamentację żywności i wydawanie jej tylko przy okazaniu państwowej kartki towarowej. Już na jesieni 1914 zorganizowano przymusowy ubój świń. Tuż po wybuchu wojny zarządzono też reglamentację ziemniaków i zboża. Zakazano wypieków ciasta, a ziemniaki i inne warzywa uprawiano na leżących do tej pory odłogiem gruntach. W mieście brakowało też mięsa – w 1916 roku zaczęto sprzedawać je na kartki i według numerów. Ilość mięsa na jedną osobę tygodniowo szacowana była na ok. pół funta, a niekiedy nawet na ćwierć funta. Młodzież szkolna pracowała przy zbiorach owoców, w tym celu wykorzystywano także jeńców wojennych z obozów w okolicy Szprotawy. Zbierano także jagody i grzyby w lasach: na terenie gminy w roku 1918 wydano aż 800 kart wstępu na zbiór jagód.
Z mieszkańców Przemkowa do armii zaciągniętych było na stałe lub tymczasowo ok. 500–550 mężczyzn, zginęło 126 żołnierzy pochodzących z miasta lub jego okolic. Przypomina o nich wbudowany przez księcia Ernsta Günthera w północną stronę wieży kościoła ewangelickiego emblemat wojenny z napisem siew przyszłości. W zakładach hutniczych Przemkowa przez pewien czas pracowało 160 Rosjan, schwytanych przez armię niemiecką i umieszczonych w obozach jenieckich koło Szprotawy, niewielka liczba innych jeńców pracowała w rolnictwie i chałupnictwie. Przez pewien czas na terenie Przemkowa działał szpital wojskowy urządzony przez parę książęcą: w listopadzie 1914 przywiózł on do miasta pociągiem transport rannych żołnierzy. Założono także w szkole ewangelickiej wojenny dom dziecka, gdzie po południu przebywały dzieci żołnierzy wysyłanych na front. Od początku lata 1916 istniał też żłobek dla niemowląt, prowadzony przez ojczyźniany związek kobiet. Miasto ze swoich środków pieniężnych wspierało rodziny, których ojcowie zostali wysłani na wojnę lub zginęli: kupowano książki, zeszyty, przybory szkolne itp. W 1915 zakupiono dla ok. 80 dzieci holenderskie drewniaki, w roku 1917 urządzono kurs szycia obuwia dla przemkowskich szwaczek.
W Przemkowie organizowano w czasie wojny liczne zbiórki pieniędzy, żywności, przedmiotów ze złota i srebra itp. Na okoliczności pożyczki mieszkańcy miasta zebrali 3,5 mln marek, a ród książęcy oddał 2,5 mln. Zbiórki organizowały także związki ojczyźniane i instytucje państwowe: wysyłani przez nich kwestorzy chodzili od domu do domu, zbierając pieniądze dla jeńców wojennych, dla domów żołnierza, dla inwalidów wojennych, dla wdów i matek samotnie wychowujących dzieci, a także na potrzeby Czerwonego Krzyża. Sprzedawano pocztówki, organizowano świeckie i kościelne koncerty i występy na cele dobroczynne, w lecie 1916 urządzono zbiórkę książek, które później wysyłano żołnierzom na front. W 1931 po wymarciu linii książęcej tutejsze ziemie zakupił kronprinc Wilhelm Pruski.

### Przemków po II wojnie światowej
9 lutego 1945 miasto opuściła ostatnia osoba z rodu ze Szlezwika-Holsztynu-Sonderburga-Augustenburga, księżna Dorota Maria. Następnego dnia do Przemkowa wkroczyły wojska radzieckie 6 korpusu zmechanizowanego gwardii i 112 dywizji piechoty z 13 armii 1. Frontu Ukraińskiego. Od tego momentu aż do końca maja miastem władała komendantura rosyjska z kpt. Dołgopołowem na czele. W połowie marca decyzją Rady Ministrów Przemków znalazł się w obrębie powiatu szprotawskiego. Na terenach miejskich zaczęto zabezpieczać mienie poniemieckie, wkrótce w tym celu utworzono Urząd Likwidacyjny w Przemkowie. 22 maja rozpoczęło się formowanie struktur Milicji Obywatelskiej, tego dnia w Komendzie Wojennej zjawili się Stanisław Makała i Stanisław Adamski. 23 maja pierwszym powojennym burmistrzem Przemkowa został Franciszek Połomski z Leszna, a wiceburmistrzem nauczyciel Henryk Kabza.
W czerwcu powiat podzielono na dwa miasta (Szprotawa i Przemków), utworzono 6 gmin: Przemków, Szprotawa, Małomice, Borowina, Bukowica i Leszno Górne. 12 czerwca 1945 za sprawą Wojciecha Wojtasika zorganizowano Zarząd Gminy, a 29 października obowiązki wójta gminy przejął Teodor Schwel, były działacz Sondergericht, żołnierz Waffen SS w stopniu obersturmführera. W międzyczasie, na podstawie zarządzenia Pełnomocnika Rządu z dnia 26 lipca, Zarząd Miejski rozpoczął zmianę nazw ulic, które do tego czasu nosiły nazwy niemieckie, jak na przykład Bismarckstraße, czy Göringstraße.
1 września odbyło się także pierwsze zebranie PPR, na którym obecny był jej pierwszy sekretarz, Józef Bendkowski. Wkrótce nastąpiło rozbudowanie komórek partyjnych w mieście, koła PPR powstały w wielu miejscach Przemkowa i we wszystkich okolicznych wsiach. 13 grudnia 1945 założona została organizacja młodzieżowa, licząca na początku 22 członków.
14 lutego 1946 w celu pomocy MO na terenie miasta powołano Ochotniczą Rezerwę Milicji Obywatelskiej, w której skład weszło ok. 100 osób. 8 sierpnia odbyło się organizacyjne posiedzenie Miejskiej Rady Narodowej, liczącej na początku 11 członków, która jednak nigdy nie zaczęła działać z powodu sabotażowej działalności wójta Schwela. Decyzją PRN z 3 września ze stanowiska burmistrza odwołano Franciszka Połomskiego, a Przemków przemianowano na osadę wiejską. Wkrótce w miejsce Miejskiej Rady Narodowej powołano Gminną Radę Narodową, a pełną władzę w gminie przejął Teodor Schwel. 4 października, na drugim posiedzeniu GRN, powołano Gminną Komisję Osiedleńczą oraz Komisję Opieki Społecznej do Spraw UNRRA. W 1954 roku Przemków został ponownie przemianowany, tym razem otrzymał status osiedla miejskiego, a 1 stycznia 1959 miastu zostały oficjalnie przywrócone prawa miejskie.
Po połączeniu PPR z PPS w 1948 i powstaniu Polskiej Zjednoczonej Partii Robotniczej opuściło ją wiele niewygodnych dla PZPR osób, wielu ludzi straciło także pracę w Milicji Obywatelskiej. Skutkiem takich działań był spadek liczby członków PZPR w powiecie szprotawskim z 1749 w roku 1949 do 1433 w 1955. Po decyzjach VIII Plenum PZPR, odbywającego się w dniach 19–21 października 1956 szeregi partyjne zaczęły się rozrastać, w latach 1959–1963 legitymacje partyjne otrzymało 81 osób. Na terenie miasta, oprócz PZPR, istniały także Zjednoczone Stronnictwo Ludowe, powstałe w 1949 i Stronnictwo Demokratyczne, założone w 1957. W roku 1950 miasto weszło w skład województwa zielonogórskiego.
Okoliczna młodzież zrzeszona była w Związku Młodzieży Socjalistycznej, w ramach którego organizowała liczne akcje, „czyny partyjne”, obozy i kolonie. Najmłodszą organizacją młodzieżową w Przemkowie był Związek Harcerstwa Polskiego, podległy wówczas PZPR. W okolicach miasta działało 10 gromad zuchowych i 11 drużyn harcerskich. W 1960 na terenie Przemkowa powstał Związek Bojowników o Wolność i Demokrację (ZBoWiD), liczący w 1966 ok. 100 członków. W tym samym roku miejsko-gminny ZBoWiD otrzymał od przemkowian oficjalny sztandar. Na terenie miasta w czasie PRL działało też Koło Gospodyń Wiejskich, liczące 31 grudnia 1975 426 członków, Liga Kobiet, skupiająca 80 członkiń oraz Liga Obrony Kraju, w skład której wchodziło od 70 do 80 osób.
10 lutego oddano do użytku nową siedzibę Urzędu Gminy i Miasta, mieszczącą się przy pl. Wolności. 2 września 1976 odbyło się oficjalne otwarcie Zbiorczej Szkoły Gminnej, w której obecnie znajduje się Zespół Szkół. Koszt budowy wyniósł 15 mln 191 tys. złotych. 19 lipca 1977 otworzono Dom Handlowy Merkury, zatrudniający wówczas 24 osoby. W tym samym roku doszło także do otwarcia Banku Spółdzielczego i nowego urzędu stanu cywilnego. 30 czerwca 1979 otwarta została Podstacja Pogotowia Ratunkowego. 1 września uruchomiono zakład pracy dla kobiet: była to filia Dolnośląskich Zakładów Białoskórniczo-Rękawiczniczych. W maju 1982 udostępniona dla kierowców została stacja benzynowa przy ul. Głogowskiej. 12 maja 1985 otwarto stadion sportowy przy ul. Strzeleckiej, obecnie należący do MGKS Zamet Przemków. 9 października 1989 otworzono przedszkole przy ul. Tadeusza Kościuszki.

## Demografia
Piramida wieku mieszkańców Przemkowa w 2014 roku.

## Zabytki

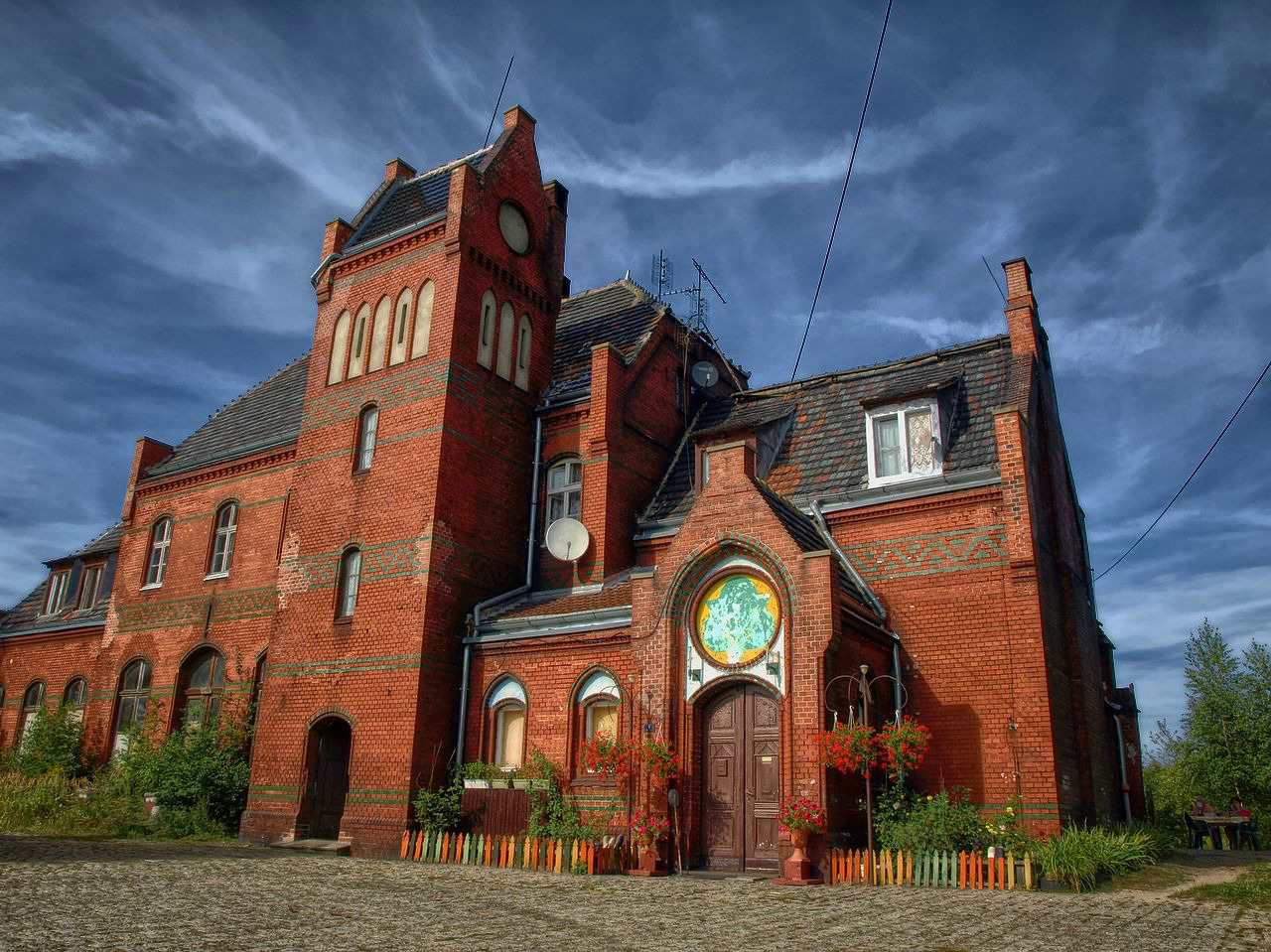
Dawna stacja kolejowa Przemków Odlewnia

Do wojewódzkiego rejestru zabytków wpisane są:
- miasto wraz z osiedlem robotniczym przy dawnej odlewni żeliwa, z 1305 r. – XIX w.
- kościół par. pw. Wniebowzięcia NMP, z XV-XVIII w. z kaplicą, z XVIII w.
- plebania, ul. Ratuszowa 6, z 1680 r., 1804
- kościół ewangelicki, obecnie cerkiew prawosławna pw. św. Michała Archanioła, z XVIII w., XIX w.
- plebania, z XVIII i XIX w.
- cmentarz parafialny (zamknięty), ul. Strzelecka, z k. XVIII w.
- park, z poł. XIX w.
- dworzec Przemków Miasto, ul. Dworcowa, z l. 1910–1915
- dworzec Przemków-Odlewnia, z k. XIX w.
- domy, ul. Głogowska 1, 4, 5, 6, 7, 8, 14, 38, 50, z XVIII-XIX-XX w.
- dawna szkoła ewangelicka, pl. Kościelny, z 1747 r., 1821
- dom, ul. Królewska 1, z pocz. XIX w.
- dom, ul. Nowa 7, z XVIII/XIX w.
- domy, ul. Ratuszowa 1, 2/3, 4, 7, z pierwszej poł. XIX-XX w.
- domy, pl. Wolności 2, 4, 5, 6, 7, 8, 9, 10, 16, 24, z XVIII/XIX w.

## Religia

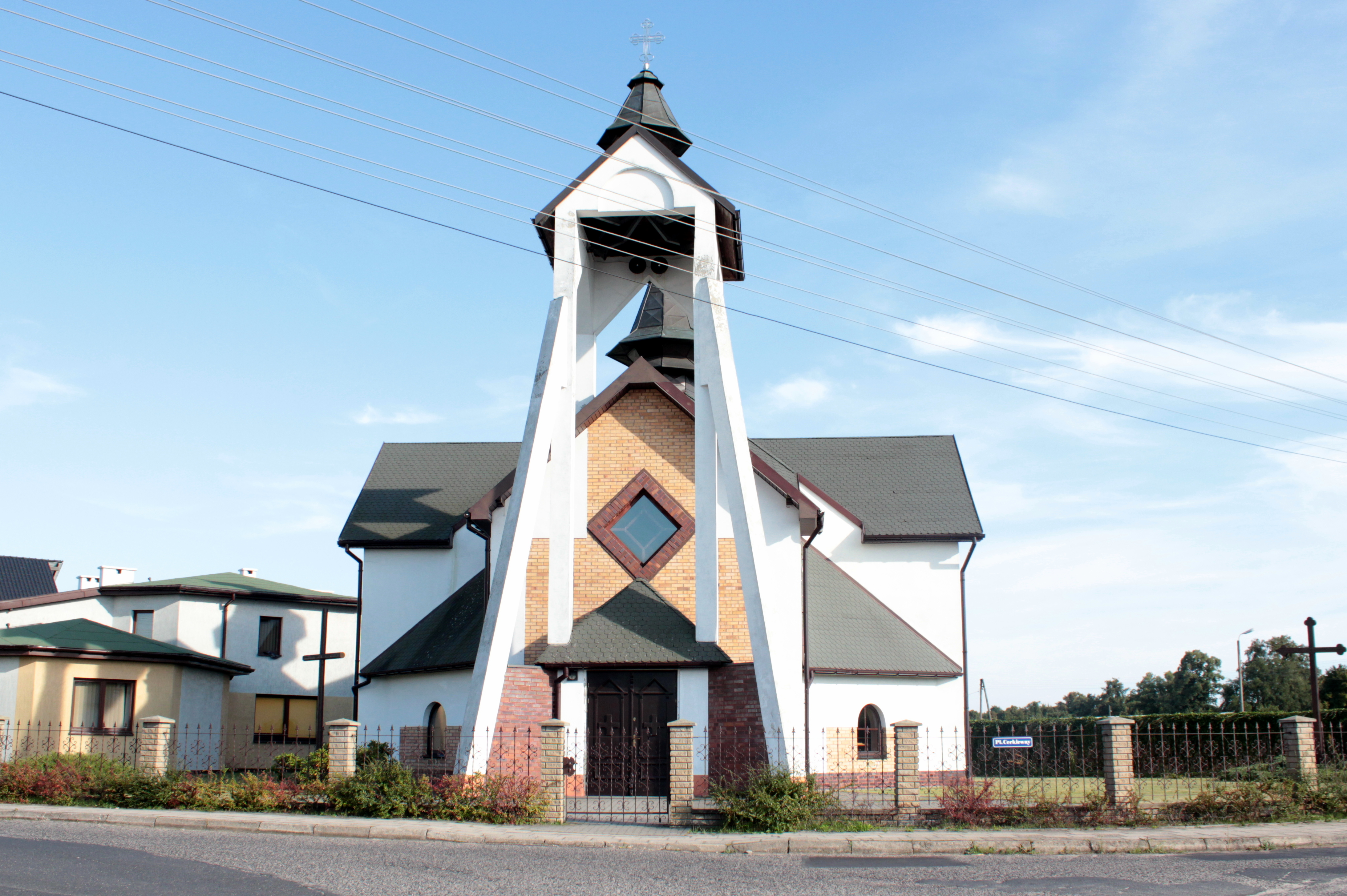
Cerkiew greckokatolicka św. Kosmy i Damiana

- Chrześcijańska Wspólnota Zielonoświątkowa:
  - zbór w Przemkowie[25]
- Kościół greckokatolicki:
  - Parafia Greckokatolicka św. Kosmy i Damiana (cerkiew św. Kosmy i Damiana)[26]
- Kościół rzymskokatolicki:
  - Parafia Miłosierdzia Bożego[27]
  - Parafia Wniebowzięcia NMP (kościół pw. Wniebowzięcia NMP)[28]
- Polski Autokefaliczny Kościół Prawosławny:
  - Parafia św. Michała Archanioła (cerkiew pw. św. Michała Archanioła)[29]